# بزین (خدابنده)
بزین (خدابنده)، روستایی از توابع بخش بزینه‌رود شهرستان خدابنده در استان زنجان ایران است.

## جمعیت
این روستا در دهستان بزینه رود قرار دارد و براساس سرشماری مرکز آمار ایران در سال ۱۳۹۵، جمعیت آن 2000 نفر (520خانوار) بوده‌است.